# Marija Aleksandrovna Potocka
Principessa Marija Aleksandrovna Potocka, in russo Мария Александровна Салтыкова?, nata principessa Saltykova, (4 febbraio 1807 – 21 gennaio 1845), è stata una nobildonna russa.

## Biografía
Era la figlia del principe Aleksandr Nikolaevič Saltykov, e di sua moglie, la contessa Natal'ja Jur'evna Golovkina. Attraverso sua madre era nipote del conte Jurij Aleksandrovič Golovkin e attraverso suo padre del principe Nikolaj Ivanovič Saltykov.

## Matrimonio
Nel 1825 sposò il conte Boleslav Stanislavovič Potocki (1805-1893), figlio di Stanisław Szczęsny Potocki. Ebbero una figlia:
- Marija Boleslavovna (1º agosto 1839-18 marzo 1882), sposò il conte Grigorij Sergeevič Stroganov.

Ebbe una figlia illegittima, Sof'ja (1842-1900), che venne allevata dal marito.
Durante i primi anni di matrimonio vissero a San Pietroburgo. A causa della tubercolosi, dal 1832 visse quasi costantemente all'estero. A Roma, partecipò alle serate di Orest Adamovič Kiprenskij.

## Morte
Negli ultimi anni, la contessa visse separata dal marito. La malattia colpì il suo stato psicologico.
Nel 1844 la contessa, già malata terminale, si stabilì a moda di Parigi, a Place Vendôme.
Morì il 21 gennaio 1845. Fu sepolta nel piccolo cimitero di Montmartre. Il conte fece costruire una tomba e commissionò a Francisque Joseph Duret una lapide.